# 塞拉普 (亞利桑那州)
塞拉普（英語：Serape）是位於美國亞利桑那州馬里科帕縣的一個非建制地區。該地的面積和人口皆未知。

## 地理
塞拉普的座標為33°13′58″N 111°50′13″W / 33.23278°N 111.83694°W，而該地的平均海拔高度為371米（即1217英尺）。